# Biobessa beatrix
Biobessa beatrix är en skalbaggsart som beskrevs av Charles Joseph Gahan 1898. Biobessa beatrix ingår i släktet Biobessa och familjen långhorningar.
Artens utbredningsområde är Kenya. Inga underarter finns listade.